# 女防
女防（?—?），是秦国的祖先，是秦國第一任君主秦非子的高祖父,或说夭折的蜚廉长子＂革＂的摘女，秦非子的高祖母。父亲［[革]]或恶来是纣王的大臣，被周武王所杀。所以女防名声不显，事迹不详。
| 前任： 恶来 | 秦国的祖先 | 繼任： 旁皋 |